# Leclerc (tanque)
O Leclerc é um tanque de guerra construído por um consórcio entre duas empresas, a Nexter e a Giat da França. Foi nomeado em homenagem ao general Philippe Leclerc de Hauteclocque, enquanto comandava a 2ª Divisão Blindada (2ème DB) francesa na Segunda Guerra Mundial. O nome AMX-56 – apesar de muito popular –  não é usado oficialmente.
O Leclerc encontra-se em serviço com o exército francês. E está em produção desde 1991. O primeiro Leclerc entrou em serviço em 1992, para substituir os AMX-30 como principal plataforma blindada do país.
Com a produção agora aparentemente completa, o exército francês tem um total de 406 Leclercs em seu arsenal, alguns inoperantes por falta de peças e pelo alto custo de manutenção. Já os em serviço nos Emirados Árabes Unidos, que somam um total de 388 unidades, possivelmente localizadas no emirado de Abu Dhabi parecem manter um alto grau de operacionalidade.

## Descrição
O carro de combate Leclerc foi desenvolvido pelas indústrias GIAT como substituto do carro de combate AMX-30B2. O seu desenvolvimento iniciou-se em 1983, tendo os primeiros protótipos sido terminados em 1989, tendo o primeiro veículo de produção sido entregue ao exército francês em 1993.
O casco do Leclerc é modular e constituído por várias camadas de blindagem. Uma de suas mais interessantes características é a de que os projetistas do Leclerc, ao contrário da maioria dos carros de combate dos países ocidentais, optaram por incorporar um sistema de carregamento automático do armamento principal, o que reduziu a tripulação do tanque de quatro para apenas três.
Além do condutor do veículo que se senta à frente e à esquerda, os outros dois tripulantes instalam-se na torre. O sistema de alimentação automático do canhão, dispõe de 22 munições prontas para disparar, de um total de 40 que são transportadas.
A cadência máxima de disparos pode atingir 10 disparos por minuto com o veículo parado e 6 disparos por minuto com o veículo em movimento. O tanque possui ainda uma metralhadora 12,7mm colocada na torre e operada por controle remoto.
O Leclerc possui suspensão hidropneumática, sistemas automáticos de supressão de fogo e tem capacidade para transportar um tanque de combustível adicional.
O Leclerc é equivalente em termos de valor militar a outros sistemas europeus como o Leopard 2, o Challenger 2 ou o Ariete italiano. O fim da Guerra Fria levou a que fossem reduzidas as unidades operacionais e o número de carros de combate necessários.
O Leclerc é, no entanto, considerado demasiadamente caro, complexo e sofisticado para as necessidades francesas. Para manter os veículos operacionais segundo os padrões da OTAN, é necessária a manutenção contínua que esses padrões exigem, e leva a que a se tenha reduzido consideravelmente o número de carros de combate efetivamente disponíveis ao serviço.
Embora os carros de combate Leclerc tenham vindo a sofrer modificações e modernizações em seus sistemas de combate, parte dos veículos não foi submetida a modernizações, tendo permanecido em depósitos, aguardando futuras modernizações.
No final de 2009, as autoridades francesas propuseram vender à Colômbia um número entre 30 a 40 unidades deste carro de combate, após efetuar uma modernização que tornasse os veículos operacionais.

## Blindagem

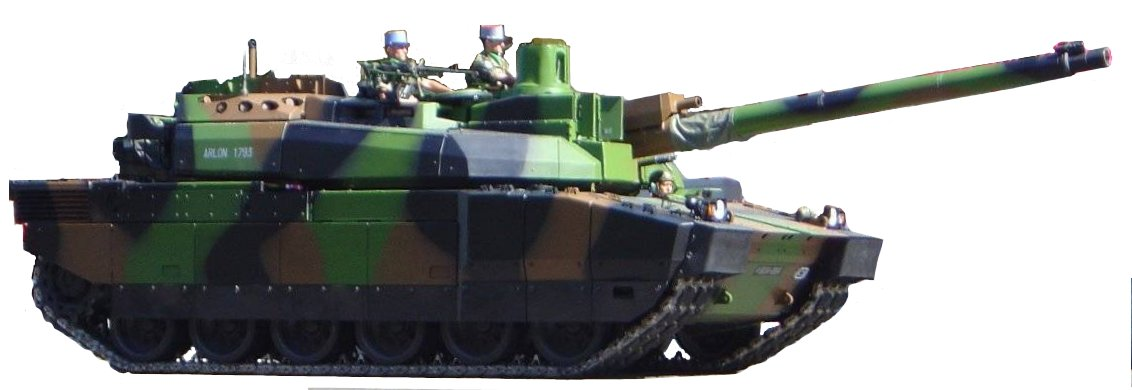
Leclerc em desfile no dia Bastilha

A blindagem reativa não explosiva, utiliza um princípio parecido ao da blindagem reativa tradicional, com a diferença de que o elemento central entre as duas placas que constituem o sanduíche, não conterem nenhum elemento explosivo, mas sim um elemento inerte, como por exemplo um tipo de borracha que reage na presença do fluxo de metal produzido por uma munição de ogiva deformável. Esta reação aumenta a espessura da proteção na área do impacto, reduzindo assim o efeito da carga.
Este tipo de blindagem é, no entanto, eficaz apenas contra munição de ogiva deformável (ou de energia química) e não tem utilidade contra munição de energia cinética APFDS, perfurante de alta velocidade.
Além disso, é protegido com uma armadura modular avançada. É uma armadura combinada de aço, cerâmica e Kevlar. Módulos danificados são facilmente substituídos. Além disso, podem ser facilmente atualizados com módulos mais avançados do que seus originais. A torre, o telhado e o casco foram concebidos para resistir a disparos de pequenos canhões e mísseis antitanque tipo RPG. O chassis do tanque é coberto com saias laterais feitas do mesmo material do casco.
Os principais sistemas elétricos foram duplicados para melhorar a sobrevivência da tripulação, como sistemas de extinção de incêndio e sistema de proteção NBC (sigla em inglês para Nuclear, Bacteriológico e Químico).

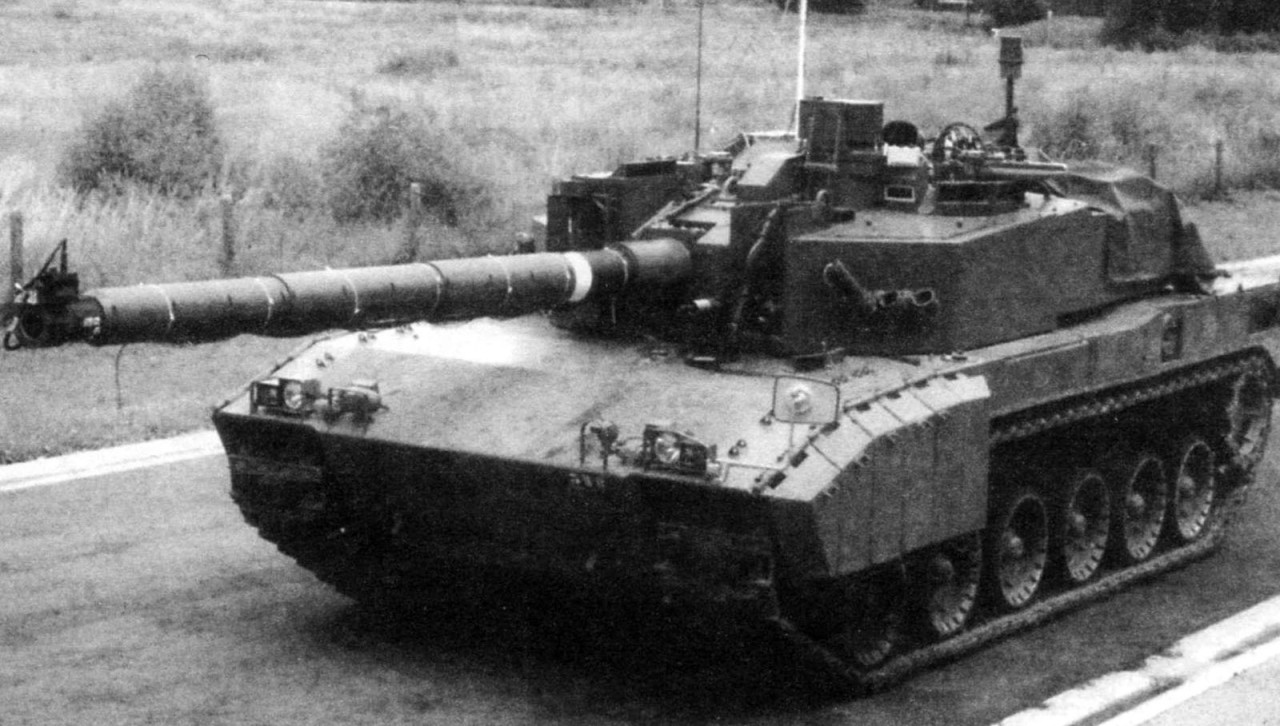
Mulet Systeme Complet (complete system mule), a testbed for the Leclerc

## Variações
- Leclerc AZUR (Ação em Zona Urbana), uma versão especial otimizado para operações urbanas. O veículo está equipado com pacote de proteção reforçada principalmente contra sistemas RPGs e DEI Dispositivo explosivo improvisado.
- DNG veículo blindado de recuperação;
- EPG veículo blindado de engenharia;
- TDT tanque de formação de condutores.

## Principais utilizadores
França
- Quantidade Máxima: 222
- Situação operacional: Em serviço

O Leclerc entrou em serviço no exército francês em 1993 em substituição dos carros de combate AMX-30 que estavam em serviço. Embora inicialmente a França tivesse projetos para construir mais de 1.000 unidades deste tanque, o fim da guerra fria e a redução do número de carros de combate acertada entre os vários países europeus e a Rússia, reduziram este número a 400. O Leclerc é normalmente tido como um carro de combate moderno e eficiente, embora a mesma coisa não possa ser dita da sua manutenção. Segundo alegações de especialistas internacionais o Leclerc francês tem uma taxa de disponibilidade muito grande e o custo das peças de reposição é tão caro que parte da frota de veículos se encontra parada por falta de peças.
 Emirados Árabes Unidos
- Quantidade Máxima: 354
- Situação operacional: Em serviço

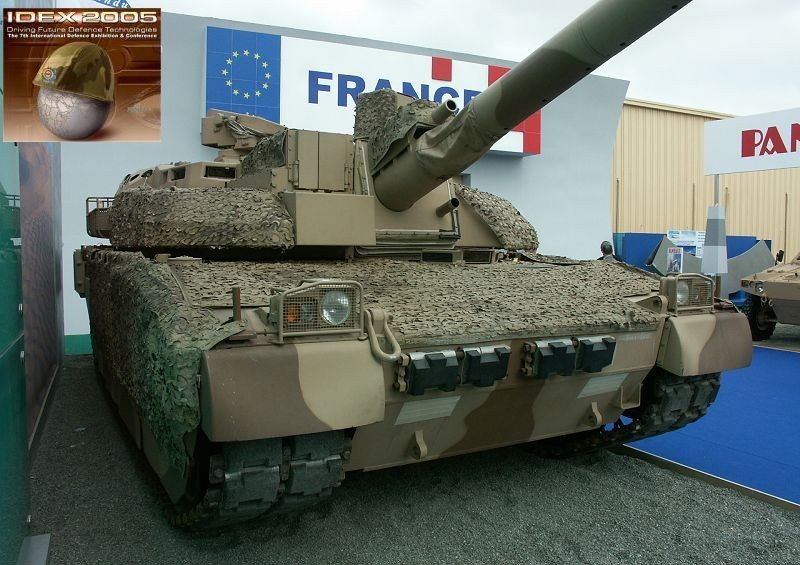
Leclerc dos Emirados Árabes Unidos

Os Emirados Árabes Unidos receberam um total de 388 carros de combate Leclerc, aos quais se juntaram 46 veículos blindados de recuperação. Os Leclerc para os Emirados foram especialmente preparados para as condições do deserto.
Além disto, os Leclerc dos Emirados estão equipados com um motor MTU 883 alemão, que embora menos potente foi considerado mais confiável para as condições do deserto. Este motor reduziu a velocidade máxima do veículo para aproximadamente 65 km/h, embora para operações no deserto este problema não seja de muita importância.
 Jordânia: 80 tanques doados pelos Emirados Árabes Unidos.

## Possíveis operadores
- Colômbia - O governo francês propôs em 2009 a venda de 30 a 40 veículos leclercs para a modernização de sua frota de carros de combate apesar de o governo colombiano não confirmar nem desmentir a compra dos carros, militares colombianos olham com desconfiança a proposta, principalmente pelos problemas que apresenta com o Exercito Francês principalmente os de manutenção que e considerado muito elevado para os padrões colombianos e são considerados inoperantes principalmente em territórios como a selva amazônica colombiana onde tanques pesados não poderiam se locomover com facilidade pelos terrenos pantanosos e arenosos.[7][8][9][10][11][12]

## Veículos similares
- AMX-30
- AMX-40
- Leopard 2
- M1 Abrams
- Challenger 2
- Ariete (carro de combate)